# ジョフリー・ボーナス
ジョフリー・ボーナス（英: Geoffrey Bownas、1923年2月9日 - 2011年2月17日）は、イギリスの日本学者。イギリスにおける日本学の第一人者。
ヨークシャー生まれ。父親は郵便局員、母親はタバコ店を経営。ブラッドフォード・グラマー・スクールで奨学金を得て、オックスフォード大学のクィーンズ・カレッジに進学、ラテン語・ギリシャ語など古典学を専攻。一年在学中の1943年に徴集され、暗号解読のため日本語習得を命じられる。日本語暗号解読に従事したのち、インドに派遣され、さらにペルシャ語習得を命じられる。
復学後、中国語を学び、中国への留学を予定していたが、中国共産党の成立により断念。代わりに日本留学を決め、京都大学で貝塚茂樹に師事。1954年にオックスフォード大学に日本研究部門を設立、1966年にはシェフィールド大学の日本研究部門に招かれ、イギリスにおける日本学の礎を築く。
学問だけでなく、ビジネス方面でも活躍し、本田宗一郎ら日本のトップビジネスマンとの交流を通じて得た経験をもとに、イギリスにおける日本の産業研究に貢献。日本関係書の執筆・編集のほか、BBCのレポーターとしても活躍した。1964年に編集し出版したThe Penguin Book of Japanese Verseは10万部を超えるベストセラーになり、現在も版を重ねている。1999年に日本政府から瑞宝章を、2003年には英国政府から大英帝国勲章三等勲爵位 (CBE) を受勲。
趣味はコーラスとクリケット。家族は2008年に結婚したポーランド人女性と娘2人。2011年2月、肺炎がもとで死去。88歳没。

## 編・著書
- The Penguin Book of Japanese Verse, (Penguin, 1964).
- New Writing in Japan, (Penguin, 1972).
- Japanese Journeys: Writings And Reflections, (Global Oriental, 2006).